# Alfred Uçi
Alfred Uçi (ur. 12 grudnia 1930 w Korczy, zm. 26 października 2016 w Tiranie) – albański profesor, badacz filozofii, estetyki, folkloru, literatury i kultury albańskiej, działacz społeczny i członek Akademii Nauk Albanii.

## Życiorys
Podczas II wojny światowej walczył w Armii Narodowo-Wyzwoleńczej, mimo sprzeciwu swojego brata oraz babci i internowania jego rodziców przez władze okupacyjne. Alfred był jednym z najmłodszych jej partyzantów; przed ukończeniem 14. roku życia wziął udział w wyzwolenia Korczy. Kształcił się na Moskiewskim Uniwersytecie Państwowym im. M.W. Łomonosowa. Wraz z założeniem Państwowego Uniwersytetu Tirany w 1957 roku rozpoczął tam pracę jako profesor filozofii oraz estetyki.
W 1972 roku dołączył do Akademii Nauk Albanii. W latach 1979–1986 pełnił funkcję dyrektora Instytutu Kultury Ludowej oraz redaktora naczelnego czasopisma Kultura Popullore.
Zmarł dnia 26 października 2016 roku w Tiranie; kondolencje złożyły Akademia Nauk Albanii, Ministerstwo Kultury oraz Biblioteka Narodowa Albanii, która otworzyła wystawę z jego pracami naukowymi.

## Prace naukowe[3]
- Estetika, jeta, arti (1970)[2]
- Probleme të estetikës (1976)
- Mitologjia, folklori, letërsia (1982)
- Çështje teorike të estetikës dhe të kulturës (1986)
- Estetika (1986-1988; cztery tomy)
- Shekspiri në botën shqiptare (1996)
- Dostojevski në kohën tonë (1997)
- Ferr-Parajsa danteske (1998)
- Prometeu dhe Hamleti (1998)
- Grotesku kadarean (1999)
- Estetika e groteskut (2000; cztery tomy)
- Estetika në letërsinë shqipe (2001)
- Pesë të mëdhenjtë e letërsisë shqipe në optikën e një rileximi: N. Frashëri, Gj. Fishta, F. Konica, M. Kuteli, Migjeni (2003)
- Filozofia e Teodor Anastas Kavaliotit (2004)
- Estetika e folklorit (2007)
- Universi estetik (2004-2007; trzy tomy)
- Estetika metateorike mbi artin: klasika apo nonklasika? (2008; tom I)
- Filozofia e DonKishotizmit (2010)
- Petro Nini Luarasi, mendimtari martir i Rilindjes Kombëtare: 1865-1911: jetëshkrimi, studime, vepra (2011)
- Estetika Migjeniane: fryma moderne në letërsinë shqipe (2013)
- Ese dhe etyde filozofiko-estetike (2015)
- Jani Vreto dhe Rilindja Kombëtare (2015)

## Odznaczenia
- Kawaler Orderu Skanderbega (przyznany przez prezydenta Albanii Bujara Nishaniego)[2]

## Życie prywatne
Syn Shegi i Skëndera; od strony matki Alfred miał dziadka Petra, a ze strony ojca babcię Linę i dziadka Krista.
Był bratankiem Petra Nini Luarasiego.